# 大分地方検察庁
大分地方検察庁（おおいたちほうけんさつちょう）は、大分県大分市にある日本の地方検察庁の一つで、大分県を管轄している。略称は、大分地検（おおいたちけん）。
大分県を管轄しており、大分市に設置されている本庁のほか、杵築・佐伯・竹田・中津・日田に支部を設置している。また、西日本で唯一上級検察庁の管轄が複数に亘る地検でもある。

## 所在地
- 本庁 - 大分市荷揚町7-5
- 杵築支部 - 杵築市大字杵築1321-1
- 佐伯支部 - 佐伯市野岡町2丁目13-25
- 竹田支部 - 竹田市大字竹田2059-2
- 中津支部 - 中津市二ノ丁1259
- 日田支部 - 日田市淡窓1丁目1-58

## 管轄
- 本庁
  - 大分区検察庁（大分市・豊後大野市（千歳支所、犬飼支所の各所管区域）臼杵市（野津支所の所管区域）・由布市）
  - 別府区検察庁（別府市）
  - 臼杵区検察庁（臼杵市（野津支所の所管区域を除く）・津久見市）
- 杵築支部
  - 杵築区検察庁（杵築市（大田支所の所管区域を除く）・速見郡・国東市（国見総合支所の所管区域を除く））
- 佐伯支部
  - 佐伯区検察庁（佐伯市）
- 竹田支部
  - 竹田区検察庁（竹田市・豊後大野市（千歳支所・犬飼支所の各所管区域を除く））
- 中津支部
  - 中津区検察庁（中津市・宇佐市）
  - 豊後高田区検察庁（豊後高田市・杵築市（大田支所の所管区域）・国東市（国見総合支所の所管区域）・東国東郡）
- 日田支部
  - 日田区検察庁（日田市・玖珠郡）